# Bầu cử tổng thống Đức, 2012
Bầu cử tổng thống Đức năm 2012 diễn ra vào tháng 3 năm 2012. Joachim Gauck giành chiến thắng trong cuộc bầu cử tổng thống Đức. Đây là cuộc bầu cử tổng thống đầu gián tiếp được tổ chức tại Đức vào ngày 18 tháng 3 năm 2012, ngày cuối cùng có thể sau vụ từ chức của tổng thống Đức Christian Wulff vào ngày 17 tháng 2 năm 2012. Joachim Gauck được bầu vào lá phiếu đầu tiên bởi một Công ước Liên bang, bao gồm 620 thành viên của Bundestag và một số lượng bằng nhau của các thành viên được lựa chọn bởi các tiểu bang của Đức dựa trên tỷ lệ đại diện.
Ngày 19 tháng 2 năm 2012, Joachim Gauck được đề cử là ứng cử viên tổng thống chung của liên minh cầm quyền (CDU, CSU và FDP) và phe đối lập (SPD và Liên minh 90 / Đảng Xanh. Ông cũng đã có sự hỗ trợ của các cử tri tự do và Liên đoàn Cử tri Nam Schleswig.
Trong số 644 đại biểu của liên minh cầm quyền, có ít nhất 18 đại biểu không tham gia bỏ phiếu cho ứng cử viên của mình và họ nằm trong số 44 thành phần "nổi loạn" trong liên minh cầm quyền đã bỏ phiếu chống trong vòng đầu cuộc bầu cử tổng thống Đức lần này. Đối với Thủ tướng Merkel, đây là một tín hiệu mới cho thấy sự mong manh của chính phủ liên minh.
Tổng thống Đức được bầu bởi Hội nghị liên bang gồm 1.244 đại biểu, trong đó có phân nửa là các nhà lập pháp liên bang và phần còn lại là những người được các nghị viện tiểu bang đề cử. Hội nghị này thông thường chỉ được lập ra 5 năm một lần, có nhiệm vụ duy nhất là bỏ phiếu bầu tổng thống.